# 체르벤
체르벤(벨라루스어: Чэрвень 체르벤, 러시아어: Червень 체르벤[*], 폴란드어: Czerwień 체르비엔[*], 에스토니아어: Červień 체르비엔, 리투아니아어: Červenė 체르베네, 라트비아어: Červjeņa 체르비예나)은 벨라루스 민스크 주에 있는 도시이다. 1923년까지는 이후멘(벨라루스어: Ігумен, 러시아어: Ігумен 이구멘[*])이라고 불렀다.

## 역사
1942년 2월 1일에 나치 독일 군대와 지역 경찰관이 체르벤의 판자촌을 포위했다. 동시에 지역 병원과 같은 판자촌 밖에 살던 유대인도 모였다. 그들은 속옷을 벗었고 땅에 엎드린 상태에서 총에 맞아 죽었다. 증인들은 희생자 수를 1,500명 ~ 1,750명으로 계산했다.

## 사진

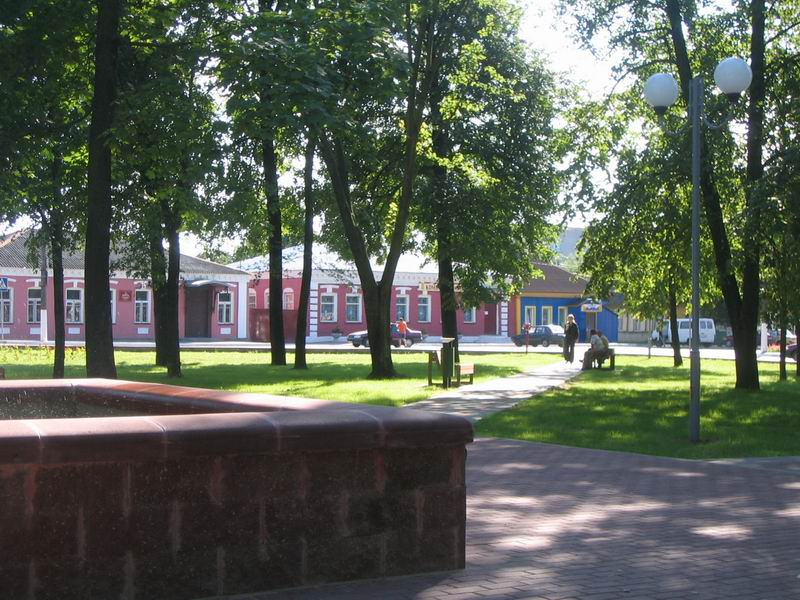
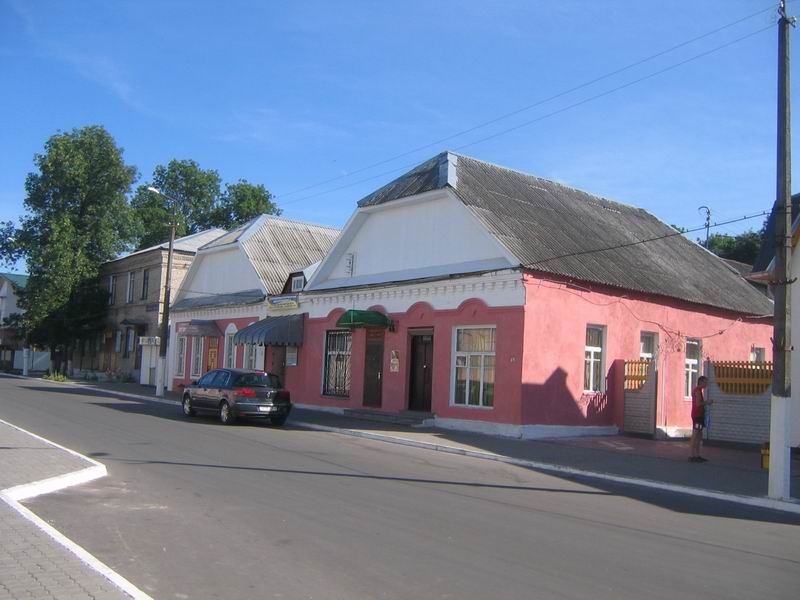
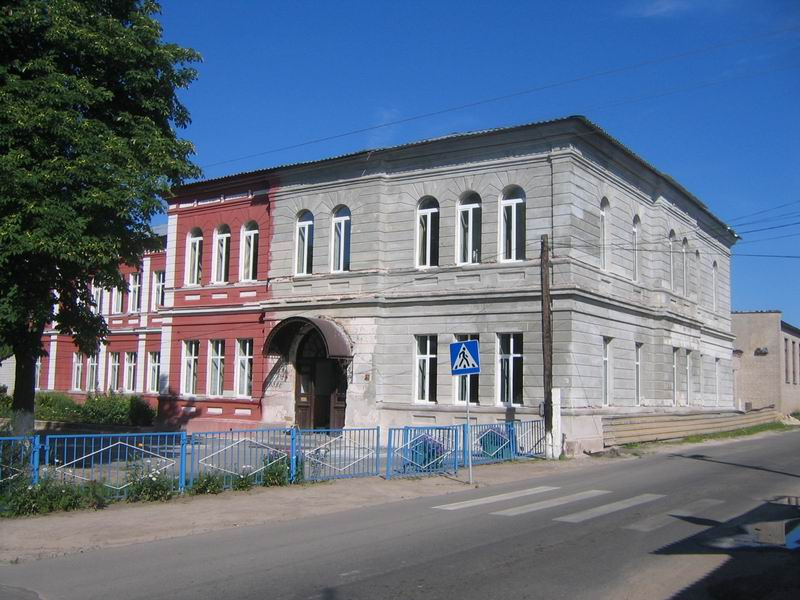
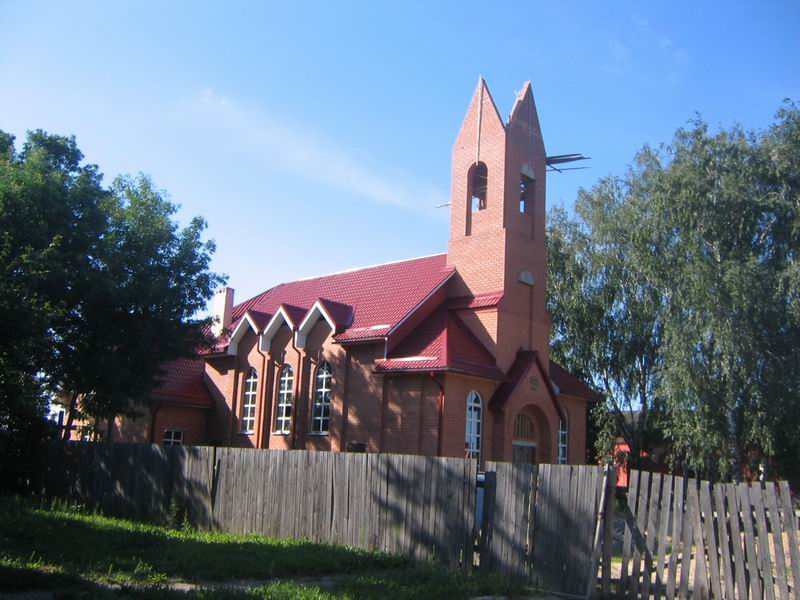